# أنجلوكاسترون (أيتوليا كي أكارنانيا)
أنجلوكاسترون (Αγγελόκαστρον) هي مدينة في إيتوليا-أكارنانيا في إقليم وسط اليونان في اليونان.
يبلغ عدد سكانها حوالي 1555   نسمة.